# Хронология Никосии
Ниже приводится хронология истории города Никосия, Кипр.

## До XIV века
- 7 век до н. э. — город-королевство под названием Ледра.[1]
- 4 век н. э. — основано епископство.[1]
- 10 век н. э. — город становится столицей острова (приблизительная дата); город называется Лефкосия.[1]
- 1187 — Никосия осаждена войсками Ричарда I Львиное сердце.
- 1192:
  - 11 апреля: Восстание против рыцарей-храмовников.
  - Город становится столицей Кипрского королевства под властью французского дома Лузиньянов.[1]
- 1211 — восстановлен Королевский дворец Лузиньянов.[2]

## XIV—XVIII века
- 1308 — восстановлена Церковь Святой Богородицы.
- 1326 — освящён собор Святой Софии.
- 1330, 10 ноября: наводнение.[3]
- 1372 — построены городские стены.[3]
- 1489 — власть захватили венецианцы.[1]
- 1491 — землетрясение.[3]
- 1567 — площадь города уменьшилась[4]; венецианцами построены городские стены и Киренийские ворота.
- 1570:
  - 9 сентября: город осаждён и захвачен турками-османами.[3]
  - 15 сентября: открыта перестроенная из собора Святой Софии мечеть Селимие.[3]
- 1572 — построен Бюйюк-Хан.[5]
- 1573 — построена Большая медресе (англ.).
- 1665 — Построен собор Святого Иоанна Богослова.
- 1793 — построен особняк Хаджигеоргакиса Корнесиоса (англ.).[1]

## XIX век
- 1857 — основана школа Фанеромени (англ.).
- 1859, 29 октября: наводнение.[3]
- 1863 — открыта школа Рушдие.[6]
- 1872 — построена церковь Фанеромени.
- 1878 — город становится столицей Британского Кипра согласно Кипрской конвенции.[1]
- 1882 — Христодулос Северис становится мэром Никосийского муниципалитета (англ.).
- 1883 — основан Музей Кипра.[7]
- 1885 — Население: 11 513 человек.[8]
- 1892 — построена часовня Сурб Богос (англ.).

## XX век
- 1901 — Население: 14 752 человека.[4]
- 1912 — Население: 16 400 человек.[2]
- 1915 — Венецианская колонна установлена на площади Сарайоню.[1]
- 1926 — создан Футбольный клуб греков Никосии.
- 1927 — открыта Публичная библиотека Никосии.[9]
- 1931:
  - Энозис греков-киприотов, беспорядки.
  - создан футбольный клуб Олимпиакос Никосия.
- 1933 — открыт Музей кипрской полиции (англ.).
- 1937:
  - основан Кипрский этнографический музей (англ.).
  - восстановлен Президентский дворец (англ.).
- 1939 — открыта Никосийская больница (англ.).
- 1945 — начато издание англоязычной газеты Cyprus Mail (англ.).
- 1946 — Население: 34 485 человек.[10]
- 1948 — Создан спортивный футбольный клуб Омония Никосия.
- 1949:
  - открыта гостиница Ледра Палас (англ.).[1]
  - начала выходить газета Neos dēmokratēs.[11]
  - начало работу здание терминала аэропорта Никосии.
- 1955 — Национальная организация кипрских борцов нападает на британскую собственность.
- 1956:
  - построен Дворец архиепископа.
  - возведён забор между греческой и турецкой общинами.[12]
- 1958 — Основан Никосийский турецкий муниципалитет (англ.).[12]
- 1959 — мэром стал Диомед Скеттос.

### 1960—1970-е годы
- 1960:
  - Город становится столицей Республики Кипр.
  - Началось издание газеты «Махи» (англ.).
  - В особняке Хаджигеоргакиса Корнесиоса открыт музей.
- 1963:
  - город разделен зеленой линией.[12]
  - начал работу Центральный банк Кипра со штаб-квартирой в городе.
- 1967
  - открыт Никосийский муниципальный театр.[13]
  - 20 апреля: авиакатастрофа.
- 1969:
  - созданы Городские сады Никосии (англ.).
  - Кипрский народный банк открыл филиал в Никосии.
- 1970 — создана театральная организация Кипра (англ.).
- 1971 — Леллос Деметриадес становится мэром.
- 1974:
  - 15 июля 1974 года. Кипрский государственный переворот в Президентском дворце.
  - 20 июля: турецкое вторжение.[14]
  - 14 августа: турки у власти в северном квартале Никосии.
  - 16 августа: танковое сражение (англ.) в северном квартале Никосии.
  - Создана буферная зона ООН.[12]
  - Миротворческие силы Организации Объединенных Наций на Кипре, штаб-квартира которых находится в Лакатамии.
  - Христофорос Китреотис сменил Леллоса Деметриадеса на посту мэра.
- 1975 — Северная Никосия становится столицей Турецкого Федеративного Государства Кипр (англ.).
- 1977:
  - прекращаются коммерческие рейсы в Международный аэропорт Никосии.
  - восстановлен Президентский дворец.
- 1978 — открыт стадион Макарио.

### 1980—1990-е годы
- 1980 — Открыта крытая спортивная арена Lefkotheo (англ.) и кинокомплекс Pantheon Cineplex.[15]
- 1982 — Население: 180 000 (оценочно).[16]
- 1983 — Северная Никосия становится столицей Турецкой Республики Северного Кипра.
- 1984 — открыт Музей Левентио (англ.).
- 1985 — открыта Государственная библиотека Кипра (англ.).[9]
- 1989 — создан Кипрский университет.
- 1994 — открыт Городской художественный центр в Никосии.[17]
- 1995 — создан Музей истории кипрской чеканки.[18]
- 1996:
  - начала работу Кипрская фондовая биржа (англ.) со штаб-квартирой в городе.
  - открыт Музей естественной истории Кипра (англ.).[19]
  - построена Башня Шаколас (англ.).
- 1999 — открыт стадион гимнастической ассоциации «Панкиприя» — ГСП.

### XXI век
- 2001
  - Принят мастер-план Никосии (городское планирование).[12]
  - Население: 254 032 человек (оценочно: 206 200 на греческой стороне; 47 832 на турецкой стороне).[20]
- 2002 — Кутлай Эрк (англ.) стал мэром Северной Никосии.
- 2003, 23 апреля: открыт пропускной пункт Ледра-палас.[21][22]
- 2004:
  - открыт Кипрский международный кинофестиваль (англ.).
  - 1 мая Кипр вошёл в состав Европейского союза.
- 2005 — отреставрированы бани Хамам Омерие (англ.).[23]
- 2006:
  - Кемаль Метин Булутоглулари (англ.) стал мэром Северной Никосии.
  - Население: 398 293 человек.
- 2008
  - 3 апреля: вновь открыт пропускной пункт на улице Ледра.[24][25]
  - открыт Межкультурный центр Никосии.[26]
- 2011, 15 октября: протесты Occupy Buffer Zone.
- 2012, 2 января: мэром стал Константинос Йоркаджис.[27]